# 酒井志穂
酒井 志穂（さかい しほ、1990年12月1日 - ）は、日本の競泳選手。ブリヂストンスイミングスクール古賀（前・福岡イトマンスイミングスクール古賀、現・イトマンスポーツスクール古賀）に所属した。

## 人物
福岡県古賀市出身。古賀市立古賀北中学校→九州産業大学付属九州高等学校→九州産業大学。
2008年の北京オリンピック代表入りを狙った第84回日本選手権水泳競技大会では、先輩の伊藤華英、中村礼子の前に敗れて五輪行きを逃す。その翌年（2009年）2月に行われた第50回日本短水路選手権水泳競技大会女子100m背泳ぎで56秒15の短水路世界新記録（当時）をマーク、前年の雪辱を期し、大学生となって出場した4月の第85回日本選手権では女子50m背泳ぎで2位に入り、2009年世界水泳選手権（ イタリア・ローマ）日本代表入りを果たす。その年の世界選手権では100mで59秒14の日本記録を決勝で出したが4位となりメダルを逃す。
2011年は東北地方太平洋沖地震の発生により開催が中止された日本水泳選手権の代替として開催された2011年度競泳国際大会代表選手選考会に出場、女子200m背泳ぎで2分7秒98を出して優勝し、2011年世界水泳選手権（ 中国・上海）日本代表となった。本番の世界選手権では調子を合わせられず、100m・200m共に準決勝敗退に終わった。
2012年、ロンドンオリンピック出場をかけた第88回日本選手権水泳競技大会に出場、女子100m背泳ぎでは1分00秒50で2位となるも派遣標準タイムに0秒02及ばずに落選。準決勝では派遣標準タイムを0秒03上回っていた。最終日の女子200m背泳ぎでは2分9秒59で優勝したものの、派遣標準タイムに0秒13届かずに落選。オリンピック代表をまたも逃してしまった。
2013年、ミキハウスに入社。同時に活動拠点を山梨に移し、山梨学院大学のガレッジスポーツセンター研究員となる。
2014年にはジャパンオープンで100m背泳ぎで優勝。仁川で行われるアジア大会の代表として国際大会に復帰、女子4×100mメドレーリレーに出場。予選では中国が1位、日本が2位となったが、中国が反則で失格。本命不在となった決勝では日本が1位となり、金メダルを獲得。
2016年4月にリオデジャネイロオリンピックに出場をかけて第92回日本選手権水泳競技大会に出場したが、結果は五輪標準記録突破はできなくなり、念願の五輪出場への挑戦は一区切りを付けた。その後ツイッターで6月に引退を表明した。
その後スポーツセンター研究員を辞めて、地元福岡でブリヂストンスポーツアリーナ（現：イトマンスポ―ツスクール）に勤務、かつて所属していた旧プリヂストンスイミングスクールのインストラクター兼スイムアドバイザーとして、子供に関わったり、次世代選手の育成をしている。
2019年2月12日に白血病を告白した池江璃花子にツイッターでメッセージを送った。

## 成績
| 日付          | 種目                | 大会                                    | 場所                                 | 順位 | 記録      | 備考   |
| ------------- | ------------------- | --------------------------------------- | ------------------------------------ | ---- | --------- | ------ |
| 2004年8月22日 | 200m背泳ぎ          | 第44回全国中学校水泳競技大会            | 横浜国際プール                       | 3位  | 2分16秒16 |        |
| 2004年8月29日 | 13～14歳 100m背泳ぎ | 第27回JOC夏季ジュニアオリンピックカップ | 東京辰巳国際水泳場                   | 1位  | 1分02秒88 |        |
| 2004年8月30日 | 13～14歳 50m背泳ぎ  | 第27回JOC夏季ジュニアオリンピックカップ | 東京辰巳国際水泳場                   | 1位  | 29秒61    |        |
| 2005年8月22日 | 200m背泳ぎ          | 第45回全国中学校水泳競技大会            | 三重県営鈴鹿スポーツガーデン水泳場   | 1位  | 2分15秒46 |        |
| 2005年8月29日 | 13～14歳 100m背泳ぎ | 第28回JOC夏季ジュニアオリンピックカップ | 東京辰巳国際水泳場                   | 1位  | 1分02秒49 | 中学新 |
| 2006年2月25日 | 50m背泳ぎ           | 第47回日本短水路選手権水泳競技大会      | 東京辰巳国際水泳場                   | 5位  | 28秒11    |        |
| 2006年3月28日 | CS 100m背泳ぎ       | 第28回JOC春季ジュニアオリンピックカップ | 東京辰巳国際水泳場                   | 2位  | 1分01秒04 |        |
| 2006年3月29日 | CS 50m背泳ぎ        | 第28回JOC春季ジュニアオリンピックカップ | 東京辰巳国際水泳場                   | 1位  | 28秒07    | 大会新 |
| 2006年4月22日 | 50m背泳ぎ           | 第82回日本選手権水泳競技大会            | 東京辰巳国際水泳場                   | 8位  | 29秒71    |        |
| 2006年8月18日 | 100m背泳ぎ          | 第74回日本高等学校選手権水泳競技大会    | 大阪府立門真スポーツセンター         | 3位  | 1分02秒93 |        |
| 2006年8月29日 | CS 100m背泳ぎ       | 第29回JOC夏季ジュニアオリンピックカップ | 東京辰巳国際水泳場                   | 1位  | 1分01秒82 | 大会新 |
| 2006年8月30日 | CS 50m背泳ぎ        | 第29回JOC夏季ジュニアオリンピックカップ | 東京辰巳国際水泳場                   | 1位  | 29秒16    | 大会新 |
| 2006年10月4日 | 少年B 100m背泳ぎ    | 第61回国民体育大会夏季水泳競技大会      | 尼崎の森中央緑地スポーツ健康増進施設 | 2位  | 1分03秒66 |        |
| 2007年3月28日 | CS 100m背泳ぎ       | 第29回JOC春季ジュニアオリンピックカップ | 東京辰巳国際水泳場                   | 1位  | 58秒95    | 高校新 |
| 2007年3月29日 | CS 50m背泳ぎ        | 第29回JOC春季ジュニアオリンピックカップ | 東京辰巳国際水泳場                   | 1位  | 27秒54    | 高校新 |
| 2007年4月6日  | 100m背泳ぎ          | 第83回日本選手権水泳競技大会            | 千葉県国際総合水泳場                 | 4位  | 1分01秒79 |        |
| 2007年4月7日  | 50m背泳ぎ           | 第83回日本選手権水泳競技大会            | 千葉県国際総合水泳場                 | 8位  | 29秒52    |        |
| 2007年8月18日 | 100m背泳ぎ          | 第75回日本高等学校選手権水泳競技大会    | 佐賀県総合運動場水泳場               | 1位  | 1分01秒99 |        |
| 2007年8月19日 | 200m背泳ぎ          | 第75回日本高等学校選手権水泳競技大会    | 佐賀県総合運動場水泳場               | 2位  | 2分14秒80 |        |
| 2007年8月28日 | CS 200m背泳ぎ       | 第30回JOC夏季ジュニアオリンピックカップ | 東京辰巳国際水泳場                   | 2位  | 2分13秒65 |        |
| 2007年8月29日 | CS 100m背泳ぎ       | 第30回JOC夏季ジュニアオリンピックカップ | 東京辰巳国際水泳場                   | 1位  | 1分00秒91 | 高校新 |
| 2007年8月30日 | CS 50m背泳ぎ        | 第30回JOC夏季ジュニアオリンピックカップ | 東京辰巳国際水泳場                   | 1位  | 28秒97    | 高校新 |
| 2007年10月2日 | 少年A 100m背泳ぎ    | 第62回国民体育大会夏季水泳競技大会      | 秋田県立総合プール                   | 1位  | 1分01秒48 |        |
| 2008年3月27日 | CS 200m背泳ぎ       | 第30回JOC春季ジュニアオリンピックカップ | 東京辰巳国際水泳場                   | 1位  | 2分06秒14 | 高校新 |
| 2008年3月28日 | CS 100m背泳ぎ       | 第30回JOC春季ジュニアオリンピックカップ | 東京辰巳国際水泳場                   | 1位  | 57秒72    | 日本新 |
| 2008年3月29日 | CS 50m背泳ぎ        | 第30回JOC春季ジュニアオリンピックカップ | 東京辰巳国際水泳場                   | 1位  | 27秒15    | 高校新 |
| 2008年4月17日 | 100m背泳ぎ          | 第84回日本選手権水泳競技大会            | 東京辰巳国際水泳場                   | 3位  | 1分00秒45 | 高校新 |
| 2008年4月20日 | 200m背泳ぎ          | 第84回日本選手権水泳競技大会            | 東京辰巳国際水泳場                   | 5位  | 2分12秒41 |        |
| 2008年6月6日  | 100m背泳ぎ          | ジャパンオープン2008（長水路）          | 東京辰巳国際水泳場                   | 2位  | 1分00秒31 | 高校新 |
| 2008年6月7日  | 200m背泳ぎ          | ジャパンオープン2008（長水路）          | 東京辰巳国際水泳場                   | 2位  | 2分09秒58 | 高校新 |
| 2008年6月8日  | 50m背泳ぎ           | ジャパンオープン2008（長水路）          | 東京辰巳国際水泳場                   | 1位  | 28秒25    | 日本新 |
| 2008年8月18日 | 100m背泳ぎ          | 第76回日本高等学校選手権水泳競技大会    | 埼玉県川口市青木町公園プール         | 1位  | 59秒66    | 高校新 |
| 2008年8月19日 | 200m背泳ぎ          | 第76回日本高等学校選手権水泳競技大会    | 埼玉県川口市青木町公園プール         | 1位  | 2分09秒82 | 大会新 |
| 2008年8月28日 | CS 200m背泳ぎ       | 第31回JOC夏季ジュニアオリンピックカップ | 東京辰巳国際水泳場                   | 1位  | 2分09秒06 | 高校新 |
| 2008年8月29日 | CS 100m背泳ぎ       | 第31回JOC夏季ジュニアオリンピックカップ | 東京辰巳国際水泳場                   | 1位  | 59秒44    | 高校新 |
| 2008年8月30日 | CS 50m背泳ぎ        | 第31回JOC夏季ジュニアオリンピックカップ | 東京辰巳国際水泳場                   | 1位  | 27秒97    | 日本新 |
| 2008年9月13日 | 少年A 200m背泳ぎ    | 第62回国民体育大会夏季水泳競技大会      | 大分県別府市営青山プール             | 1位  | 2分11秒38 |        |
| 2009年2月21日 | 50m背泳ぎ           | 第50回日本短水路選手権水泳競技大会      | 東京辰己国際水泳場                   | 1位  | 26秒42    | 高校新 |
| 2009年2月21日 | 200m背泳ぎ          | 第50回日本短水路選手権水泳競技大会      | 東京辰己国際水泳場                   | 2位  | 2分03秒04 | 高校新 |
| 2009年2月22日 | 100m背泳ぎ          | 第50回日本短水路選手権水泳競技大会      | 東京辰己国際水泳場                   | 1位  | 56秒15    | 世界新 |

## 自己ベスト
| 泳法   | 距離 | 水路   | 記録      | 樹立日         | 大会名                             | 備考     |
| ------ | ---- | ------ | --------- | -------------- | ---------------------------------- | -------- |
| 背泳ぎ | 50m  | 長水路 | 27秒88    | 2009年7月29日  | 2009年世界水泳選手権               |          |
| 背泳ぎ | 100m | 長水路 | 59秒14    | 2009年7月28日  | 2009年世界水泳選手権               | 日本記録 |
| 背泳ぎ | 200m | 長水路 | 2分07秒74 | 2011年6月11日  | ヨーロッパ・グランプリモナコ大会   |          |
| 背泳ぎ | 50m  | 短水路 | 26秒42    | 2009年2月21日  | 第50回日本短水路選手権水泳競技大会 | 高校記録 |
| 背泳ぎ | 100m | 短水路 | 55秒23    | 2009年11月15日 | FINA Swimming World Cup            | 世界記録 |
| 背泳ぎ | 200m | 短水路 | 2分00秒18 | 2009年11月14日 | FINA Swimming World Cup            | 世界記録 |